# Thiền Lão
Thiền Lão (hay Thiền Nguyệt) là một trong ba vị Thiền sư thuộc thế hệ thứ 6 dòng Pháp của Thiền sư Vô Ngôn Thông. Sư tu chùa chùa Trùng Minh, núi Thiên Phúc, Tiên Du.

## Cơ duyên và hành trạng
Thuở đầu Thiền Lão đến tham bái Thiền sư Đa Bảo tại chùa Kiến Sơ, lãnh được tâm yếu rồi đến trác tích tại chùa Trùng Minh.
Gió thiền càng nổi, Phật tử càng đông làm cho chùa thêm thịnh vượng.
Vua Lý Thái Tông, khoảng niên hiệu Thông Thụy (1034-1038), một sáng mùa xuân tìm vào núi viếng thăm Thiền sư Thiền Lão. Với 4 câu thơ, đáp lời hai câu hỏi của nhà vua, Thiền sư đã lưu lại cho những câu thơ tuyệt bích trong thi ca Thiền học về không gian và thời gian.
Khi vua hỏi: Hòa Thượng đến tu núi này được bao lâu rồi?, Thiền sư đáp:
但知今日月
誰識舊春秋
Đãn tri kim nhật nguyệt
Thùy thức cựu Xuân Thu
Dịch thơ:
Sống ngày nay biết ngày nay
Còn Xuân Thu trước ai hay làm gì!
Vua lại hỏi tiếp: Như vậy hằng ngày Hòa Thượng làm việc gì?
Thiền sư đáp:
翠竹黃花非外境
白雲明月露全真
Thúy trúc hoàng hoa
phi ngoại cảnh
Bạch vân minh nguyệt lộ toàn chân
Dịch thơ:
Trúc biếc hoa vàng đâu cảnh khác
```
Trăng trong mây bạc hiện toàn chân'
```

Vua hỏi: Có ý chỉ gì?
Sư đáp: Lắm lời không ích về sau.
Vua liền tỉnh ngộ.
Sau đó, khi vua sắp cho người rước Sư về triều làm cố vấn, thì Sư đã viên tịch. Vua rất buồn tiếc, làm thơ thương khóc, sai trung sứ ban nhiều lễ hậu, lập đàn trà tỳ, thu linh cốt, xây tháp ở cửa núi, lại sửa sang rộng rãi chùa Sư, đặt môn đồ lo việc hương hỏa.